# We Have All the Time in the World
We Have All the Time in the World ist ein Lied von Louis Armstrong aus dem Jahr 1969, das von Hal David und John Barry geschrieben und von Phil Ramone produziert wurde. Es ist Teil des Soundtracks zu James Bond 007 – Im Geheimdienst Ihrer Majestät und erschien auf dem dazugehörigen Soundtrackalbum On Her Majesty’s Secret Service: Original Soundtrack.

## Hintergrund
John Barry komponierte den Song in Anlehnung auf den letzten Satz, den Bond zu Tracy in Ian Flemings Roman Im Geheimdienst Ihrer Majestät sagt. 1969 besuchte Barry den schwer kranken Louis Armstrong in New York, wo sich der Aufnahmeort des Liedes befand. Armstrong, der sich zu dieser Zeit nur noch mühsam vom Krankenhaus zum Studio bewegen konnte, bedankte sich bei Barry dafür, dass er der Interpret dieses Liedes sein durfte.

## Chartplatzierungen
Nach seiner Veröffentlichung konnte sich das Lied zunächst nicht in den Charts platzieren, jedoch wurde der Song im Jahr 1994 re-released und konnte sich in Großbritannien an Position drei platzieren.
| ChartsChartplatzierungen     | Höchstplatzierung | Wochen |
| ---------------------------- | ----------------- | ------ |
| Vereinigtes Königreich (OCC) | 3 (13 Wo.)        | 13     |

## Verwendung im Film
Das Lied We Have All the Time in the World wurde nicht zum offiziellen Titellied des gleichnamigen Filmes, sondern erklingt nur während des Filmes James Bond 007 – Im Geheimdienst Ihrer Majestät. Im 2023 erschienenen James Bond 007: Keine Zeit zu sterben wird die Melodie mehrfach zitiert und das Lied zur Einleitung des Abspanns verwendet.